# Рекарій-де-Сус
Рекарій-де-Сус (рум. Răcarii de Sus) — село у повіті Долж в Румунії. Адміністративно підпорядковане місту Філіаші.
Село розташоване на відстані 201 км на захід від Бухареста, 31 км на північний захід від Крайови.

## Населення
За даними перепису населення 2002 року у селі проживали 1202 особи, усі — румуни. Усі жителі села рідною мовою назвали румунську.